# Musée d'art d'Imatra
Le Musée d’art de Imatra (finnois : Imatran taidemuseo) est un musée situé à Imatra en Finlande,,,.

## Architecture
Le musée d'art fonctionne dans la maison de la culture Virta située côté sud de la mairie d'Imatra. 
Le bâtiment conçu par Arto Sipinen dans le quartier de Mansikkala, héberge aussi le musée municipal d'images, la bibliothèque municipale, les salles Karelia et Kaleva ainsi que l'institut de musique,.

## Collection
Le Musée d'art de Imatra expose principalement des œuvres modernes finlandaises du début du XXe siècle et des années 1950. 
On peut y voir des œuvres entre autres de Magnus Enckell, Verner Thomé, Alfred William Finch, Mikko Oinonen, Unto Pusa, Sam Vanni, Tuomas von Boehm, Akseli Gallen-Kallela et de Hugo Simberg, Yrjö Ollila, Tyko Sallinen, Juho Mäkelä, Eero Nelimarkka, Väinö Kamppuri, Wäinö Aaltonen et de nombreuses autres.
De nombreux peintres majeurs du XXe siècle ont peint Imatra dont Mikko Oinonen, Väinö Kamppuri, Uuno Alanko, Aimo Kanerva et Tuomas von Boehm.
Le mouvement moderniste des années 1950 est bien représenté avec Tuomas von Boehm, Otto Mäkilä, Ole Kandelin (fi), Tapani Raittila, Helge Dahlman (fi), Anitra Lucander, Ina Colliander (fi), Aimo Kanerva, Per Stenius (fi), Olli Miettinen, Unto Pusa, Unto Koistinen (fi) et Sam Vanni.